# 小行星1973
小行星1973（1973 Colocolo）是一颗绕太阳运转的小行星，为主小行星带小行星。该小行星于1968年7月18日发现。
該小行星以馬普切酋長科洛科洛命名。

## 轨道参数
小行星1973的轨道半长轴为3.1847858 UA，离心率为0.086。